# تو را در رؤیاهایم خواهم دید
تو را در رؤیاهایم خواهم دید (به انگلیسی: I'll See You in My Dreams) یک فیلم کمدی درام محصول سال ۲۰۱۵ آمریکا، به کارگردانی برت هیلی و نویسندگی مارک باش و هیلی است. در این فیلم بازیگرانی همچون بلایث دانر، مارتین استار، جون اسکویب، سم الیوت، مالین اکرمان، رئا پرلمان و مری کی پلیس ایفای نقش می‌کنند. نمایش افتتاحیه تو را در رؤیاهایم خواهم دید در جشنواره فیلم ساندنس سال ۲۰۱۵ در تاریخ ۲۷ ژانویه ۲۰۱۵ بود و سپس در ۱۵ مه ۲۰۱۵ به صورت انتشار محدود توسط بلیکر استریت اکران شد.